# サスペンションリンク

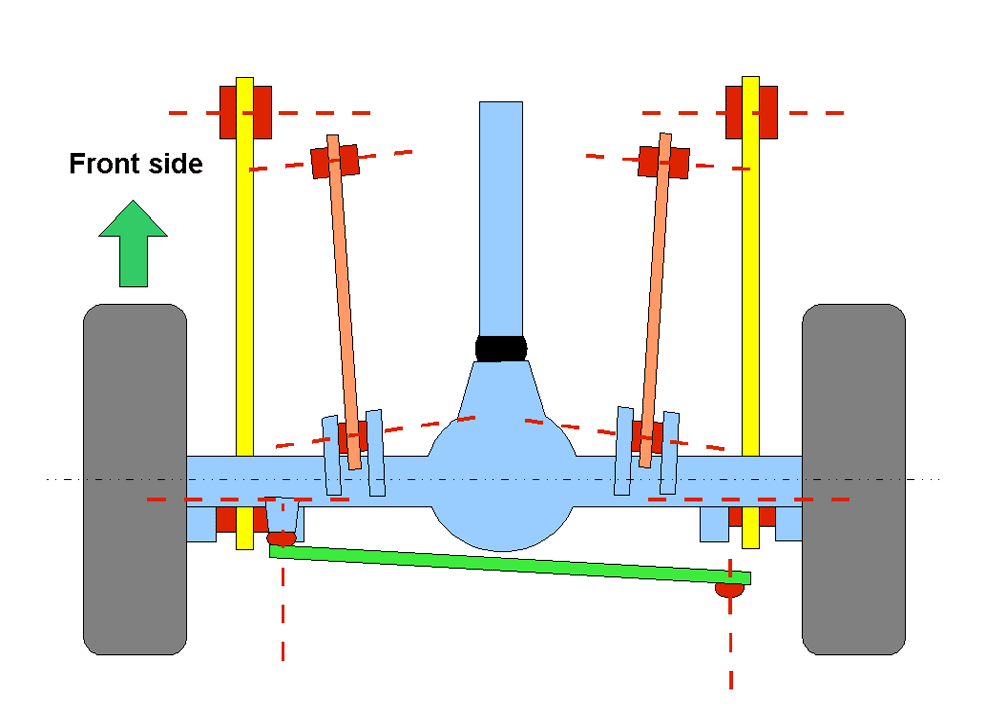
5リンク回転車軸懸架装置

自動車の懸架装置（サスペンション）において、サスペンションリンク（英語: suspension link）、コントロールリンク（control link）またはリンクは、2点のみで取り付けられているサスペンションメンバー（部材）である。1つの点は車両のボディまたはフレームで、もう1つの点はナックル、アップライト、車軸、または別のリンクに取り付けられている。リンクはそれぞれの取り付け点においてブッシングまたは玉継手のいずれかの上で旋回する。リンクはコントロールアームとは異なる。これは、リンクそれ自身によっては自由度の1つのみしか制御できないためである。
右図（5リンク回転車軸サスペンション）では、異なる種類のリンクを見ることができる。これらのリンクは巻きばね、ダンパー、およびスウェイバーと協力して働き、車軸の6DoF（6自由度）全てを制御する。アッパーリンク（橙色）とロワーリンク（黄色）は協力してピッチ、ヨー、およびサージ（船首から船尾）運動を制御する。パナールロッド（緑色）は左右の動き（スウェイ）を制御する。ばねおよびダンパー（図には示されていない）が上下運動（ヒーヴ）を制御し、ロールはスウェイバー（図には示されていない）によって制御される。
マクファーソンストラット式サスペンションでは車輪毎に最低2つのリンク、マルチリンク式サスペンションでは車輪毎に最低3つのリンクを要する。